# Smarves
Smarves é uma comuna francesa na região administrativa da Nova Aquitânia, no departamento de Vienne. Estende-se por uma área de 20,09 km². Em 2010 a comuna tinha 2 874 habitantes (densidade: 143,1 hab./km²).